# SAS: Rogue Heroes
SAS: Rogue Heroes ist eine britische Historien-Action-Fernsehserie über den Special Air Service, einer  im Zweiten Weltkrieg  aufgestellten Spezialeinheit der British Army. Sie basiert auf dem Geschichtssachbuch Rogue Heroes: The History of the SAS, Britain's Secret Special Forces Unit That Sabotaged the Nazis and Changed the Nature of War des Militärhistorikers Ben Macintyre von 2016 und gilt als weitgehend getreue Wiedergabe der tatsächlichen Ereignisse.
Die Serie wurde von Steven Knight entwickelt und geschrieben. Die erste Staffel wurde von Tom Shankland inszeniert. Sie erschien vom 30. Oktober bis zum Dezember 2022 und behandelt die Aufstellung des SAS und dessen Tätigkeiten während des Afrikafeldzuges. Die zweite Staffel, in der die Regie Stephen Woolfenden übernimmt, erschien ab dem 1. Januar 2025 und zeigt ihre Operationen in Italien.

## Handlung

### Staffel 1
„Based on a true story. Those events depicted, which seem most unbelievable, are mostly true.“

„Basierend auf wahren Ereignissen. Die gezeigten Geschehnisse, welche am unglaubwürdigsten erscheinen, sind zumeist wahr.“

Im Jahr 1941 im Zweiten Weltkrieg verteidigt Großbritannien Nordafrika gegen die Achsenmächte und damit seine Versorgungsroute durch den Suezkanal. Gegen das Vorrücken der Wehrmacht zogen sie sich in die Hafenstadt Tobruk (Libyen) zurück. „Würde Tobruk fallen, wäre Suez verloren. Mit dem Verlust von Suez wäre Afrika verloren. Ist Afrika verloren, ist der Krieg verloren.“ Lieutenant David Stirling, der im Hauptquartier in Kairo feststeckt, wird zusammen mit Paddy Mayne, der nach Birma gehen will, und Jock Lewes, der in Tobruk gekämpft hat, den Special Air Service gründen.
Nach einer Idee von Lewes, um die Deutschen von der Wüste aus zu überraschen, wagen er und Stirling ohne vorheriges Training einen Fallschirmsprung aus einem Flugzeug, was allerdings schiefgeht: Bei der Landung bricht Stirling sich die Beine. Zugleich hat Geheimdienstler Dudley Clarke an andere Länder Informationen über ein britisches Fallschirmregiment durchsickern lassen, das er aber nur erfunden hat. Als Stirling die Idee hat, feindliche Flugzeuge bereits vor deren Abflug am Boden zu zerstören, erhält er die Erlaubnis, dafür Männer zu rekrutieren, nur wenn er damit Clarkes Lüge real macht. Dieses Phantom-Regiment erhält den Namen „Special Air Service“. Nach einem Absprung in einem Sandsturm, durch den mehr als die Hälfte der Männer, darunter Maynes Freund Eoin, umgekommen ist, treffen die Überlebenden auf Mike Sadler von der Long Range Desert Group, mit dessen Hilfe sie sich eine Basis in der Oase Jalu einrichten. In nächtlichen Aktionen zerstören sie mit von Lewes erfundenen Bomben Flugzeuge und Trucks in Mersa Brega, Nofilia und weiteren Flugplätzen. Insbesondere Stirling und Mayne machen daraus ein Spiel mit Punkten für die Anführer. Ende des Jahres wird Lewes tödlich abgeschossen.
Anfang 1942, bei einem Urlaub in Kairo tragen die Mitglieder weiße Barets mit den neuen Flügel-Insignien des SAS und dem Motto „Wer wagt, gewinnt“ und geraten in Schlägereien. Stirling erfährt von dem General Georges Bergé, dass jemand aus der Truppe französische Fallschirmjäger ausbilden soll, und wählt dafür Mayne. Im Mai hat Stirlings Gruppe einen Gast – Randolph Frederick Churchill, Sohn von Winston Churchill – bei einem Überfall auf Benghazi, der hauptsächlich erfolglos ist. Indessen beginnt Mayne die Ausbildung der Franzosen, unter denen sich auch zwei Deutsche befinden, begegnet ihnen noch in Trauer um Eoin aber feindselig mit Schüssen und Fäusten. Im Juni, nachdem Tobruk gefallen ist, ist Malta Großbritanniens letzte Hoffnung, Afrika zu halten. Von Winston Churchill, der zwei Versorgungskonvois dorthin schicken will, erhält Stirling den Auftrag, alles zu tun, damit dies gelingt, mit der Aussicht, dass der SAS dann als offizielles Regiment der British Army anerkannt werde. Die Gruppe, die dafür mehr Trucks und ein U-Boot erhält, greift mehrere Flugplätze an der Mittelmeerküste an; ein Trupp wird von einem der Deutschen verraten und nur Augustin Jordan kann entkommen; auf Kreta wird Bergé gefangen genommen. Weil zwei Versorgungsschiffe durchgekommen sind, war es dennoch ein Erfolg. Nun haben auch die Amerikaner beschlossen, den Briten in Nordafrika zu helfen. Stirling will eine Versorgungslinie zu diesen suchen, wird dabei aber bei Gabès gefangen genommen. Darauf überträgt das Hauptquartier die Führung über den SAS an Paddy Mayne.

### Staffel 2
„Inspired by true events … But be aware … This is NOT a history lesson.“

„Inspiriert von wahren Ereignissen … Aber sei dir bewusst … Dies ist KEINE Geschichtsstunde.“

Mit Erwin Rommels Rückzug im Januar 1943 gilt der Wüstenkrieg für beendet und man wendet sich von dort der Befreiung Europas zu. Damit der SAS nicht aufgelöst wird, hat Bill Stirling, Davids älterer Bruder, einen Plan, wie sie auch bei diesem neuen Vorhaben von Nutzen sein können: sie sollen die Speerspitze der Invasion auf Sizilien bilden. Der SAS wird umstrukturiert in die Special Raiding Squadron (SRS), die von Paddy Mayne angeführt wird. Bill Stirling, der für den Militärnachrichtendienst arbeitet, wird ihr neuer Kontakt zum Hauptquartier. David Stirling ist derweil nach einem Fluchtversuch in das italienische Kriegsgefangenenlager Gavi gebracht worden.
In der Operation Husky im Juli 1943 setzen sie in einem U-Boot über und schalten die unmittelbare Küstenverteidigung Siziliens aus. Weiter nehmen sie die verlassene Hafenstadt Augusta ein, wo sie, weil ein nächster Angriff verschoben wurde, ausharren. Dort erhalten sie weitere Rekruten aus einer neuen Abteilung des SAS, angeführt von dem früheren SAS-Mitglieds Jim Almonds. Nach der völligen Befreiung Siziliens geht es über aufs Festland, wo Bill Stirling den 2SAS in Bagnara stationiert. Der SRS nimmt mithilfe italienischer Widerstandskämpfer Termoli ein, das sie gegen Beschuss und einen Gegenangriff halten müssen. Eve Mansour liefert ihnen Flammenwerfer und schließlich trifft der 2SAS mit Bazookas ein; Termoli kann gegen eine deutsche Panzerdivision verteidigt werden, dabei sterben aber 21 Mitglieder. Der Tod einer zivilen Familie traumatisiert besonders Reg Seekings. Bei einem Sprengversuch der Brücke zu Campomarino wird John Tonkin von deutschen Offizieren gefangen genommen, dem durch Hitlers Kommandobefehl die Exekution droht. Vorher trifft sich aber noch General Richard Heidrich mit ihm, der an Paddys „kalkulierten Wahnsinn“ interessiert ist. Tonkin kann aber seiner nächtlichen Exekution entfliehen und macht sich auf einen langen Marsch zurück. Nach Termoli kommen derweil die britischen Oberbefehlshaber Bernard Montgomery und Miles Dempsey, um zu gratulieren. Montgomery gibt Paddys Truppe den Namen SAS zurück und eine neue Mission: Sie landen mit Fallschirmen in Norditalien und sprengen entlang Schienen wichtige Knotenpunkte und Eisenbahnbrücken. Eine Einheit wird weiter nördlich von Deutschen aufgegriffen und als erste SAS-Opfer des Kommandobefehls hingerichtet.
Nach dem Fall der italienischen Regierung wird das Lager Gavi von den Wachen aufgegeben, was die Möglichkeit der Flucht eröffnet. David Stirling wird aber von Deutschen, die das Lager übernommen haben, erwischt und kommt ins Lager des Schloss Colditz. Der SAS wiederum begibt sich auf einem Schiff, auf dem Tonkin wieder zu ihnen stößt, nach England und die einzelnen Mitglieder nach Hause. Paddy aber stellt sich in der Einsamkeit der Natur Eoins Geist. Im britischen Hauptquartier planen Dempsey und Montgomery in Vorbereitung der Invasion auf Frankreich, den SAS 36 Stunden vor den anderen Truppen hinter feindlichen Linien landen zu lassen, was Bill Stirling und Paddy für eine Selbstmordmission halten. Ihre Bedenken werden berücksichtigt; aus Rache, dass er einen Befehl hinterfragt hat, soll aber auch Bills Beziehung in Italien zu einer französischen Spionin (Eve) untersucht werden, worauf er vorher seinen Rücktritt einreicht. Die beiden Abteilungen des SAS werden zum Training in den schottischen Highlands stationiert und fliegen schließlich am D-Day 1944 nach Frankreich über und landen in der Normandie.

## Figuren

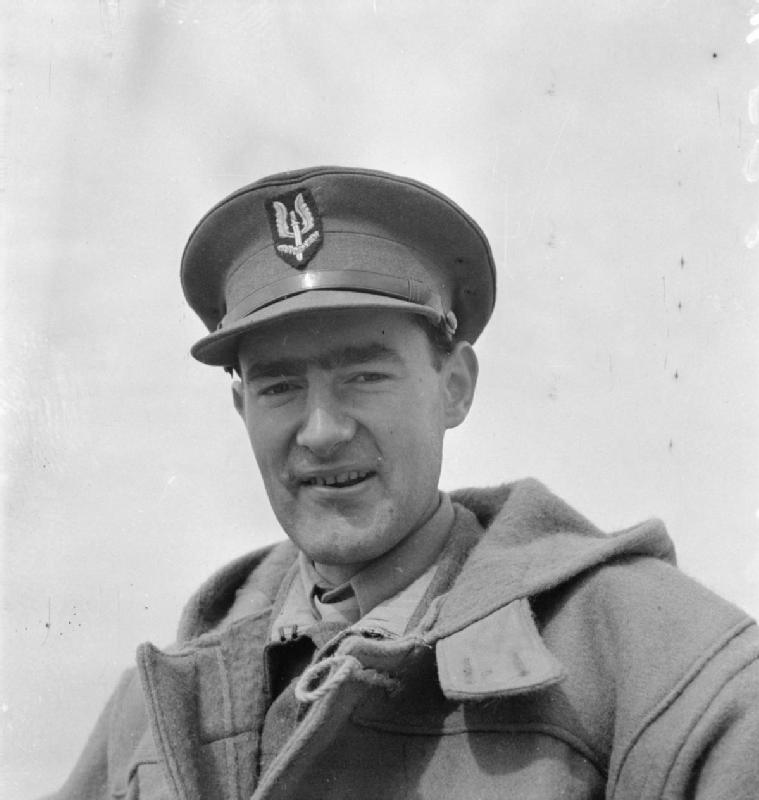
David Stirling

- Der Schotte Archibald David Stirling, der als der „Träumer“ der drei Anführer des Special Air Service bezeichnet wird, stammt aus einer aristokratischen Familie mit einem General als Vater, weswegen sein Nachname ihm Einfluss verschafft. Im Hauptquartier in Kairo frustriert es ihn aber, dass es im Kampf nicht vorangeht, und mehr Zeit mit Ritualen der Disziplin und Zeremonien verbracht wird. Daher ist ihm wichtig, beim SAS solche nicht einzuführen. Er will lieber handeln und träumt von Ideen waghalsiger und neuartiger Aktionen, um seinen eigenen Namen in die Geschichtsbücher zu bringen. Er wird der „Phantom-Major“ des SAS genannt. Er wird im Januar 1943 gefangen genommen und verbringt den Rest des Krieges in Kriegsgefangenenlager.

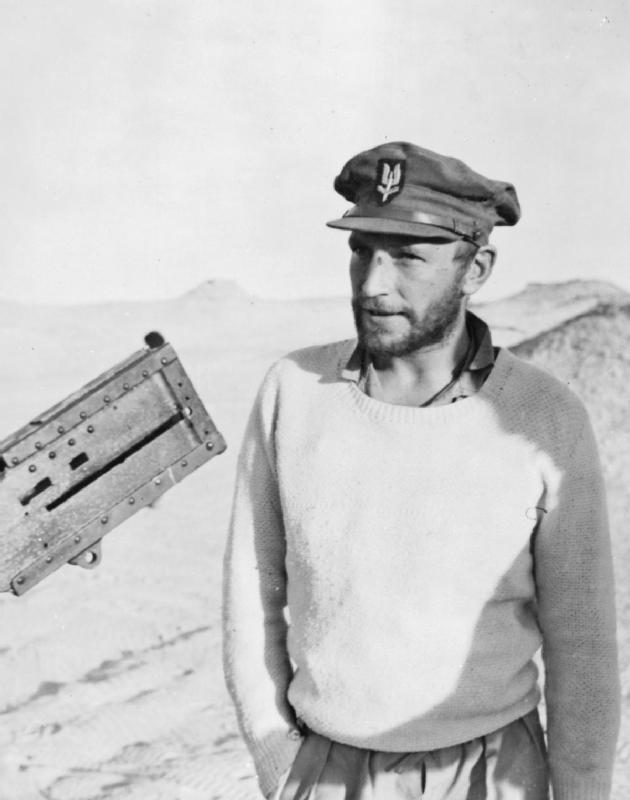
Paddy Mayne

- Der Ire Robert Blair „Paddy“ Mayne wird dargestellt als der „Verrückte“ der drei Anführer. Er trinkt viel, prügelt sich häufig und hält nichts von Vorgesetzten, was auch dazu führt, dass er vor Eintritt in den SAS im Militärgefängnis saß. Andererseits liest er aber auch Gedichte und spielt Klavier, was ihn beides mit seinem Freund Eoin McGonigal verbindet. Maynes Verbindung zu diesem wird als möglicherweise homosexuell angedeutet. Die Trauer um ihn verstärkt Maynes Misstrauen anderen gegenüber und seine Verrücktheit. Nach Davids Gefangennahme erhält er die Leitung über das SAS, das für Operationen in Europa umorganisiert wird in eine Special Raiding Squadron.
- Der Brite John Steel „Jock“ Lewes gilt als der „Vernünftige“ der drei Anführer, weil er als effizient und besonders strategisch intelligent erscheint und als Ausbildungsoffizier für Disziplin unter den Mitgliedern sorgt, die er selbst von den drei Anführern am meisten vorlebt. Er hat die nach ihm benannten Lewes-Bomben erfunden, mit denen die Einheit Flugzeuge und Trucks zerstört. Lewes ist mit der in England wartenden Mirren Bradford verlobt, stirbt aber in Afrika bei einer Mission.

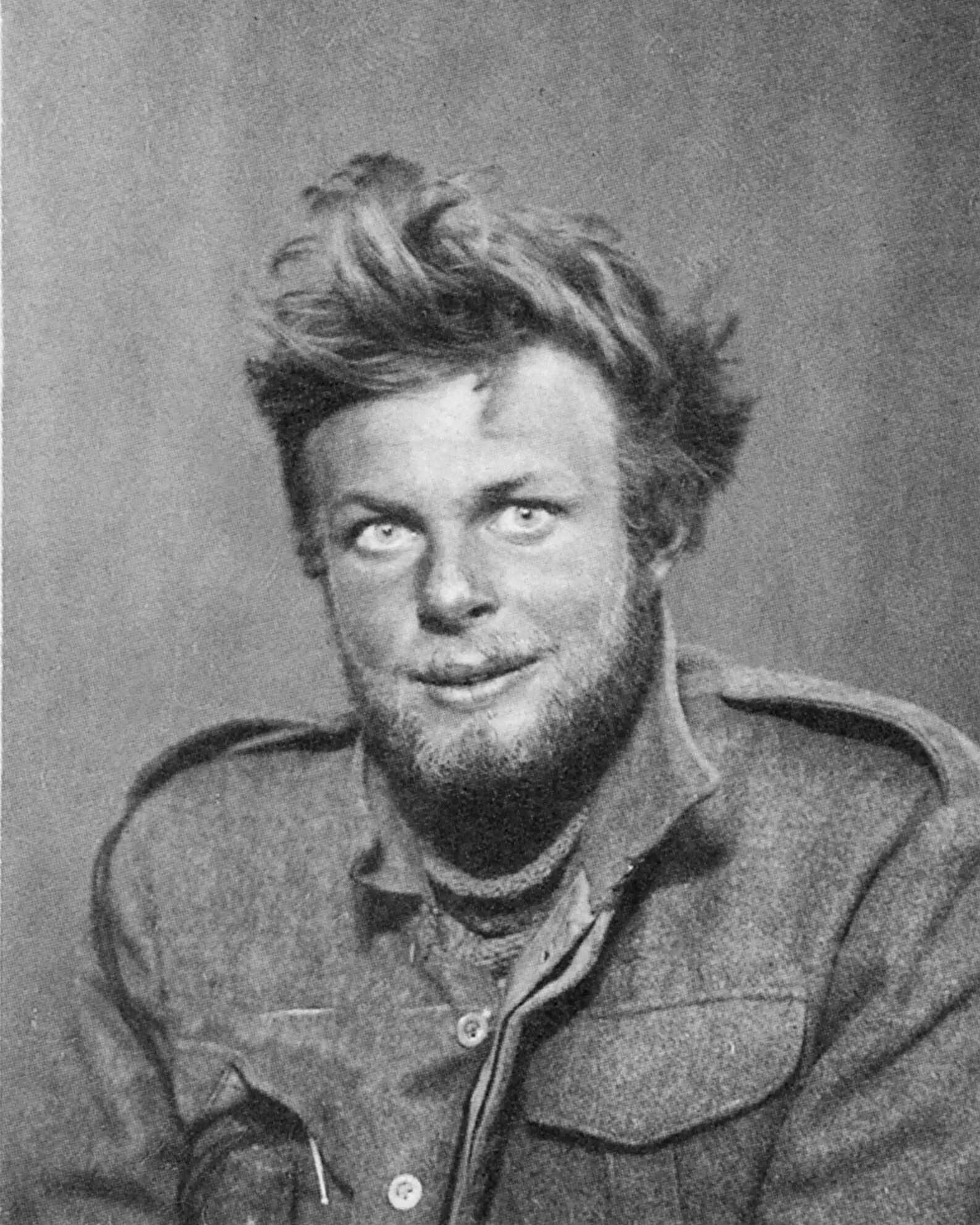
Mike Sadler

- Zu den historischen originalen Mitgliedern des Special Air Service, die gezeigt werden, gehören unter anderen der Amerikaner Pat Riley, Jim Almonds, Bill Fraser, Dave Kershaw, der Rowdy Reg Seekings, das jüngste Mitglied Johnny Cooper und Eoin McGonigal, Maynes Freund. Mike Sadler gehörte zunächst der Long Range Desert Group an. Er agierte für den Truckkonvoi der LRDG als astronomischer Navigator wie auch für den SAS zwischen der Oase Jalu und den Flugplätzen der Deutschen und Italiener.
- Der Franzose Georges Bergé ist Kommandant des ersten Fallschirmjäger-Regiments Frankreich, das in den SAS integriert wurde. Im Anschluss einer Mission in der Mittelmeerzone wird er auf Kreta gefangen genommen. Weitere nennenswerte historische Mitglieder der französischen Gruppe sind André Zirnheld und Augustin Jordan, der sie nach Bergés Gefangennahme leitet.
- Dudley Wrangel Clarke ist ab 1940 in Kairo als Leiter für Kriegstäuschung eingesetzt. Dafür agiert er auch mal in Frauenkleidung, und streut vor allem falsche Informationen an den Feind über britische Kommandos, Truppengrößen und erfindet ein nicht existentes Fallschirmregiment, das Stirling wahr werden lässt. Als der SAS Erfolge vermelden kann, beginnt es, Clarke zu missfallen, dass Stirling den Ruhm für seine Erfindung einheimst.
- Die weibliche Hauptfigur Eve Mansour ist eine der wenigen fiktionalen Figuren der Serie. Die französische Spionin algerischer Herkunft sei aber inspiriert von realen Spioninnen wie Noor Inayat Khan und Virginia Hall.[1] Mansours Hauptziel ihrer Aktionen ist zwar, den Krieg zu gewinnen. Für Charles de Gaulle sucht sie eine Möglichkeit, französische Fallschirmjäger an eine Einheit zu vermitteln. Ihre Verbindung mit Stirling entwickelt sich aber romantisch.
- Davids älterer Bruder William Joseph „Bill“ Stirling, der zuvor für den Militärnachrichtendienst gearbeitet hat, hilft nach der Gefangennahme seines Bruders, dass dessen Erbe nicht aufgelöst wird, indem das SAS als SRS unter Paddy Mayne umorganisiert und Bill Stirling eine neue Abteilung, das 2SAS, übernimmt. Stirling gebärdet sich gesittet und professionell gemäß der Militäretikette, weswegen er Schwierigkeiten hat mit dem ungezügelten und rowdyhaften Verhalten Paddys und seiner Gruppe, die sich nicht sauber an Vorgaben wie Salutieren und Tragen der Uniform halten. Während er eigentlich auf Paddys Seite ist, weiß er doch, dass dieser jemanden braucht, gegen den er rebellieren kann.

## Episodenliste

### Staffel 1
| Nr. | Drehbuch      | Regie         | Datum UK      | Datum D      |
| --- | ------------- | ------------- | ------------- | ------------ |
| 1   | Steven Knight | Tom Shankland | 30. Okt. 2022 | 12. Mai 2023 |
| 2   | Steven Knight | Tom Shankland | 6. Nov. 2022  | 12. Mai 2023 |
| 3   | Steven Knight | Tom Shankland | 13. Nov. 2022 | 19. Mai 2023 |
| 4   | Steven Knight | Tom Shankland | 20. Nov. 2022 | 19. Mai 2023 |
| 5   | Steven Knight | Tom Shankland | 27. Nov. 2022 | 26. Mai 2023 |
| 6   | Steven Knight | Tom Shankland | 4. Dez. 2022  | 26. Mai 2023 |

### Staffel 2
| Nr. | Drehbuch      | Regie              | Datum UK      | Datum D |
| --- | ------------- | ------------------ | ------------- | ------- |
| 1   | Steven Knight | Stephen Woolfenden | 1. Jan. 2025  |         |
| 2   | Steven Knight | Stephen Woolfenden | 2. Jan. 2025  |         |
| 3   | Steven Knight | Stephen Woolfenden | 5. Jan. 2025  |         |
| 4   | Steven Knight | Stephen Woolfenden | 12. Jan. 2025 |         |
| 5   | Steven Knight | Stephen Woolfenden | 19. Jan. 2025 |         |
| 6   | Steven Knight | Stephen Woolfenden | 26. Jan. 2025 |         |

## Besetzung und Synchronisation
Die deutschsprachige Synchronisation entsteht unter der Dialogregie von Boris Tessmann durch die Level 45 GmbH in Berlin.
| Darsteller         | Rolle                 | Episoden                   | Synchronsprecher          |
| ------------------ | --------------------- | -------------------------- | ------------------------- |
| Connor Swindells   | David Stirling        | 1.01–                      | Norman Matt               |
| Jack O’Connell     | Paddy Mayne           | 1.01–                      | Jan-David Rönfeldt        |
| Alfie Allen        | Jock Lewes            | 1.01–1.04                  | Gerrit Schmidt-Foß        |
| Dónal Finn         | Eoin McGonigal        | 1.01–1.03, 2.06            | Max Felder                |
| Jacob Ifan         | Pat Riley             | 1.01–                      | Timo Weisschnur           |
| Amir El-Masry      | Dr. Gamal             | 1.01–1.02, 1.06            | Bernhard Völger           |
| Corin Silva        | Jim Almonds           | 1.01–1.06, 2.02–           | Sebastian Christoph Jacob |
| Sofia Boutella     | Eve Mansour           | 1.01–                      | Yvonne Greitzke           |
| Theo Barklem-Biggs | Reg Seekings          | 1.02–                      | Tim Sander                |
| Stuart Campbell    | Bill Fraser           | 1.02–                      |                           |
| Jacob McCarthy     | Johnny Cooper         | 1.02–                      | Cedric Eich               |
| Bobby Schofield    | Dave Kershaw          | 1.02–                      |                           |
| Dominic West       | Dudley Clarke         | 1.02–1.04, 1.06 2.01, 2.06 | Boris Tessmann            |
| Tom Glynn-Carney   | Mike Sadler           | 1.03–1.06                  | Sebastian Kluckert        |
| Virgile Bramly     | Georges Bergé         | 1.04–1.06                  | Tommy Morgenstern         |
| Isobel Laidler     | Mirren Barford        | 1.04                       | Alice Bauer               |
| Paul Boche         | Walter Essner         | 1.05–1.06                  | Tim Schwarzmaier          |
| Ian Davies         | Randolph Churchill    | 1.05                       | Thomas Schmuckert         |
| César Domboy       | Augustin Jordan       | 1.05–1.06                  | Tim Knauer                |
| Tom Hygreck        | André Zirnheld        | 1.05–1.06                  |                           |
| Moritz Jahn        | Herbert Brückner      | 1.05–1.06                  |                           |
| Jordy Lagbre       | Soldat X/Grapes       | 1.05–1.06                  |                           |
| Arthur Orcier      | Marc Halévy           | 1.05–1.06                  | Roland Wolf               |
| Ralph Davis        | Alexander Norton      | 1.06                       |                           |
| Jason Watkins      | Winston Churchill     | 1.06                       | Rainer Gerlach            |
| Gwilym Lee         | Bill Stirling         | 2.01–2.06                  |                           |
| Jack Barton        | John Tonkin           | 2.01–                      |                           |
| Mark Rowley        | Jock McDiarmid        | 2.01–                      |                           |
| Matteo Franco      | Alfredo               | 2.02–2.05                  |                           |
| Anna Manuelli      | Alessia Biondi        | 2.02–2.05                  |                           |
| Stuart Thompson    | Anthony Greville-Bell | 2.03–2.06                  |                           |
| Con O’Neill        | Bernard Montgomery    | 2.05–2.06                  |                           |

## Produktion und Ausstrahlung
SAS: Rogue Heroes über die britische Spezialeinheit Special Air Service wurde von dem Peaky-Blinders-Schöpfer Steven Knight entwickelt und geschrieben, der damit das gleichnamige Buch von Ben Macintyre, welcher wiederum vertraulichen Zugang zum Archiv des SAS erhalten hatte, um ihre Geschichte getreu zu erzählen. Die Serie wurde im August 2019 vom BBC als sechsteilige Staffel bestellt. Zur weiteren Recherche hielt das Produzententeam und Knight Kontakt mit überlebenden Familienmitgliedern des SAS und mit der SAS Regimental Association.
In den führenden Hauptrollen wurden Connor Swindells, bekannt aus Sex Education als David Stirling, Alfie Allen aus Game of Thrones und Jack O’Connell besetzt. Die Dreharbeiten der Staffel unter Regisseur Tom Shankland begannen Anfang März 2021. Sie fanden über drei Monate im Vereinigten Königreich und der Sahara in Marokko statt, wo die Temperaturen bis zu 53 °C betrugen und die Produktion von Sandstürmen gestört wurde. In England wurde unter anderem drei Wochen in Bentwaters, einem ehemaligen Stützpunkt der Royal Air Force, gedreht.
Im November 2021 erwarb MGMs Bezahlsender Epix die amerikanischen Ausstrahlungsrechte. Die Staffel wurde gleichzeitig bei BBC One und Epix ab dem 30. Oktober 2022 ausgestrahlt. In Deutschland erschien sie im Mai 2023 bei Paramount+.
Anfang Dezember 2022 nach Ausstrahlung der finalen Folge wurde die Verlängerung der Serie um eine zweite Staffel bekanntgegeben. Regie führt diesmal Stephen Woolfenden. In neuen Hauptrollen stoßen Gwilym Lee als Bill Stirling und Con O’Neill als General Bernard Montgomery zur Besetzung. Die Dreharbeiten der zweiten Staffel im Vereinigten Königreich und Kroatien begannen im Mai 2023. Die kroatische Stadt Pula steht für Sizilien während des Italieneinsatzes des SAS 1943. Ein Trailer der zweiten Staffel wurde am 15. November 2024 veröffentlicht. Sie erscheint am 1. Januar 2025 bei BBC One.

## Rezeption
Für den Guardian urteilte Militärhistoriker Antony Beevor, Knight habe die richtige Balance zwischen Respektlosigkeit und Bewunderung durch eine hervorragende Gegensätzlichkeit in den Figuren gefunden, und lobte die nicht zu verpassende Serie, es sei wahrlich erfrischend, dass nicht retrospektiv moralisiert werde. Ebenfalls für den Guardian rezensierte Rebecca Nicholson, die Serie sei zwar ein hochwertiger Action-Knaller, aber auch zärtlich, berührend und witzig. „Szenen, in denen Mayne und Stirling auf einer persönlichen Ebene interagieren, sind zart und liebevoll. Das ist das Herz der Serie. Aber ihr Kopf ist auch albern und witzig und oftmals ist die Absurdität des Krieges ins Lächerliche gezogen, denn so viel dieser Geschichte ist einfach lächerlich. […] Aber vor allem verurteilt sie Verhalten nicht oder zwingt den Zuschauer zu beurteilen. Sie stellt die Geschichte dar und hat damit eine tolle Zeit.“ Zur zweiten Staffel beschrieb Jack Seale die Serie: „Mit ihrem ernsthaften Blick auf Verlust und den cleveren Gebrauch extremer Widrigkeiten, um verschiedene Facetten der männlichen Psyche hervorzubringen, verdient SAS: Rogue Heroes sich seine Sporen, aber […] hauptsächlich ist sie ein rechter, alter Klamauk. Der klaffend inkongruente, aber doch perfekt ausgewählte Soundtrack, die coolen Freeze Frames, Faustkämpfe, Geplänkel und natürlich die Schlachtszenen sind alle schamlos aufregend.“
In einer deutschen Rezension befindet Marc Schneider von Quotenmeter die Serie als gelungene Mischung von Action, Humor und Drama und als hervorragende Popcorn-Unterhaltung. Er schreibt: „Ausschlaggebend für den hohen Unterhaltungsgrad der Serie sind maßgeblich die drei völlig überdrehten Hauptfiguren […], die mit maximalem Buddy-Charme jegliche Form von Autorität verweigern und Disziplin zum Fremdwortschatz hinzufügen. Im Kern wird hier eine Geschichte von überzeichneten Machos gezeigt, die durch ihre Rücksichtslosigkeit, insbesondere auch für das eigene Überleben, die Grundlage für Innovation in einem festgefahrenen Krieg legen. Die äußerst unterhaltsame Art und Weise, in der die Gründung des SAS hier filmisch inszeniert wurde, schafft es Geschichte und Unterhaltung gekonnt zu verbinden.“

### Historische Genauigkeit
Antony Beevor befand die Serie als gewissenhafte Darstellung, bei der er nicht aus Irritationen über unnötige geschichtliche Fehler seine Zähne knirschen musste. „Knight hat sich natürlich Freiheiten mit den Aufzeichnungen erlaubt, aber diese sind hauptsächlich Hinzufügungen, die die Figuren und den Hintergrund ausgestalten, und nicht Verfälschungen.“ Dazu zähle die Beziehung zwischen Stirling und der fiktiven Eve Mansour. Auch verteidigt Beevor als erfrischend und lobenswert, dass es mehr als Andeutungen auf sexuelle Ambiguität gebe, die durchaus möglich seien.
Kritisiert wurde die Darstellung von Paddy Mayne als „betrunkener Ire“, unter anderem durch noch lebende Familienmitglieder. Der Historiker Damien Lewis, der für sein Buch SAS: Brothers in Arms Briefe, Tagebucheinträge und Aufzeichnungen von Mayne gelesen hatte, nannte es Unsinn und eine Lüge, ihn als undisziplinierten Schläger und Rüpel zu porträtieren. Gavin Mortimer, der 2022 über David Stirling das Buch The Phoney Major schrieb, stimmt zu, dass die Charakterisierung Maynes die größere Schwachstelle der Serie sei. „Das Hauptproblem von Rogue Heroes ist, dass sie getreu ist zu David Stirlings Version davon, wie der SAS entstanden war. […] Er aber war ein Meister darin, die Wahrheit zu verdrehen, dass sie seinen eigenen Zwecken dienlich ist.“

## Auszeichnungen
- British Academy Television Award 2023: Nominierung in der Kategorie „Sound, Fiction“
- British Society of Cinematographers 2023: Nominierung in der Kategorie „Television Drama“
- Broadcasting Press Guild Awards 2023:
  - Nominierung als Bester Schauspieler für Connor Swindells
  - Nominierung als Beste Dramaserie
  - Nominierung als Bestes Drehbuch für Steven Knight
- Royal Television Society Craft & Design Awards 2023:
  - Auszeichnung in der Kategorie Spezialeffekte an Stefano Corridori
  - Nominierung in der Kategorie Produktionsdesign für Richard Bullock
  - Nominierung in der Kategorie Kamera für Stephen Pehrsson
- Music + Sound Awards, International 2023: Auszeichnung in der Kategorie „Sound Design, Television Programme“
- Association of Motion Picture Sound, Television Awards 2023: Nominierung in der Kategorie „Excellence in Sound for a Television Drama“